# Villata
Villata là một đô thị ở tỉnh Vercelli trong vùng Piedmont thuộc Ý, có cự ly khoảng 70 km về phía đông bắc của Torino và khoảng 8 km về phia bắc của Vercelli. Tại thời điểm ngày 31 tháng 12 năm 2004, đô thị này có dân số 1.615 người và diện tích là 14,4 km².
Villata giáp các đô thị: Borgo Vercelli, Caresanablot, Casalvolone, Oldenico, San Nazzaro Sesia, và Vercelli.